# Conversation Piece (canción)
«Conversation Piece» es una canción escrita por el músico británico David Bowie, publicado como lado B del lanzamiento de sencillo de "The Prettiest Star".

## Antecedentes

### Grabación
"Conversation Piece" fue grabada por Bowie para su segundo álbum de estudio de 1969, y regrabada en 2000 para el álbum Toy.
Bowie grabó un demo de la canción en su casa a mediados de 1969. Un segundo demo fue grabado en marzo de 1969 en las oficinas de Mercury Records en Londres. Está versión, presenta a Bowie en una guitarra acústica. Al final de la canción se puede oír a Bowie decir "un poco cruda, pero aquí está".

#### Sesiones deDavid Bowie
La primera versión de estudio de la canción fue grabada en los estudios Trident durante las sesiones de David Bowie. Inicialmente, fue un candidato para el álbum, sin embargo, fue descartada y se mantuvo inédita hasta 1970.

#### Regrabación en 2000
Una versión más lenta de "Conversation Piece" fue grabada en julio de 2000 para el álbum Toy.
Está regrabación fue incluida como un bonus track en las copias iniciales de Heathen.

### Lanzamiento
La canción fue publicado como lado B del sencillo "The Prettiest Star" el 6 de marzo de 1970. También fue publicado en 2015 en Re:Call 1, como parte de la caja recopilatoria Five Years (1969–1973).

## Otros lanzamientos
- La canción fue publicado como lado B del lanzamiento de sencillo de "The Prettiest Star" el 6 de marzo de 1970.[2]
- La canción ha aparecido en numerosos álbumes compilatorios de David Bowie:
  - David Bowie Box (2007)
  - Five Years (1969–1973) (2015)
  - The 'Mercury' Demos (2019)
  - Conversation Piece (2019)

## Otras versiones
- The Gumo – Repetition Bowie: Mindfinger's Tribute to David Bowie (2007)

## Créditos
Créditos adaptados desde the Bowie Bible.
- David Bowie – voz principal
- Keith Christmas – guitarra de doce cuerdas
- Mick Wayne – guitarra
- Tony Visconti – bajo eléctrico